# Chinedu Ikedieze
Chinedu Ikedieze (Bende, 12 dicembre 1977) è un attore e imprenditore nigeriano.
È conosciuto principalmente per le sue interpretazioni nei film in coppia con il collega Osita Iheme a partire dal film Aki na Ukwa (2002). È apparso in più di 150 film in una carriera di oltre 20 anni. Ikedieze soffre di nanismo, e a causa di ciò ha recitato nel ruolo di un bambino nella maggior parte dei film risalenti al periodo iniziale della sua carriera.

## Biografia
Chinedu Ikedieze ha frequentato la scuola primaria e secondaria ad Aba, nello stato di Abia. Conclusa la scuola secondaria, ha conseguito un Higher National Diploma (HND) in arti teatrali e una laurea in comunicazione di massa al college Institute of Management Technology (IMT) nello stato di Enugu. Nel 2002 è diventato noto per il film commedia Aki na Ukwa, in cui interpreta il ruolo del bambino Aki. Nel 2004 l'attore si è iscritto alla prestigiosa New York Film Academy.

## Carriera
È entrato nell'industria di Nollywood nel 2000, e nel 2002 è salito alla ribalta con il film commedia Aki na Ukwa, in coppia con il collega Osita Iheme, in cui i due interpretano due fratelli dispettosi. È stato il primo dei tanti film della coppia, che da quel momento in poi ha recitato in ruoli da protagonista in svariate pellicole. Negli anni, i due hanno mantenuto un'amicizia anche fuori dall'industria cinematografica.

## Vita privata
Nel 2011 si è sposato con la fashion designer Nneoma Nwaijah. Nel 2012 la coppia ha avuto il suo primo figlio.

## Filmografia parziale

### Attore

#### Cinema
- Aki na Ukwa, regia di Amayo Uzo Philips (2002)
- 2 Rats, regia di Andy Chukwu (2003)
- Nollywood Babylon, regia di Ben Addelman e Samir Mallal (2008) - documentario
- The Meeting, regia di Mildred Okwo (2012)
- The First Lady, regia di Omoni Oboli (2015)
- Dear Affy, regia di Samuel Olatunji (2020)
- Aki and PawPaw, regia di Biodun Stephen (2021)

#### Televisione
- The Johnsons, regia di Charles Inojie - serie TV (2012-in corso)